# Pavonia
Pavonia é um género botânico pertencente à família Malvaceae.

## Galeria

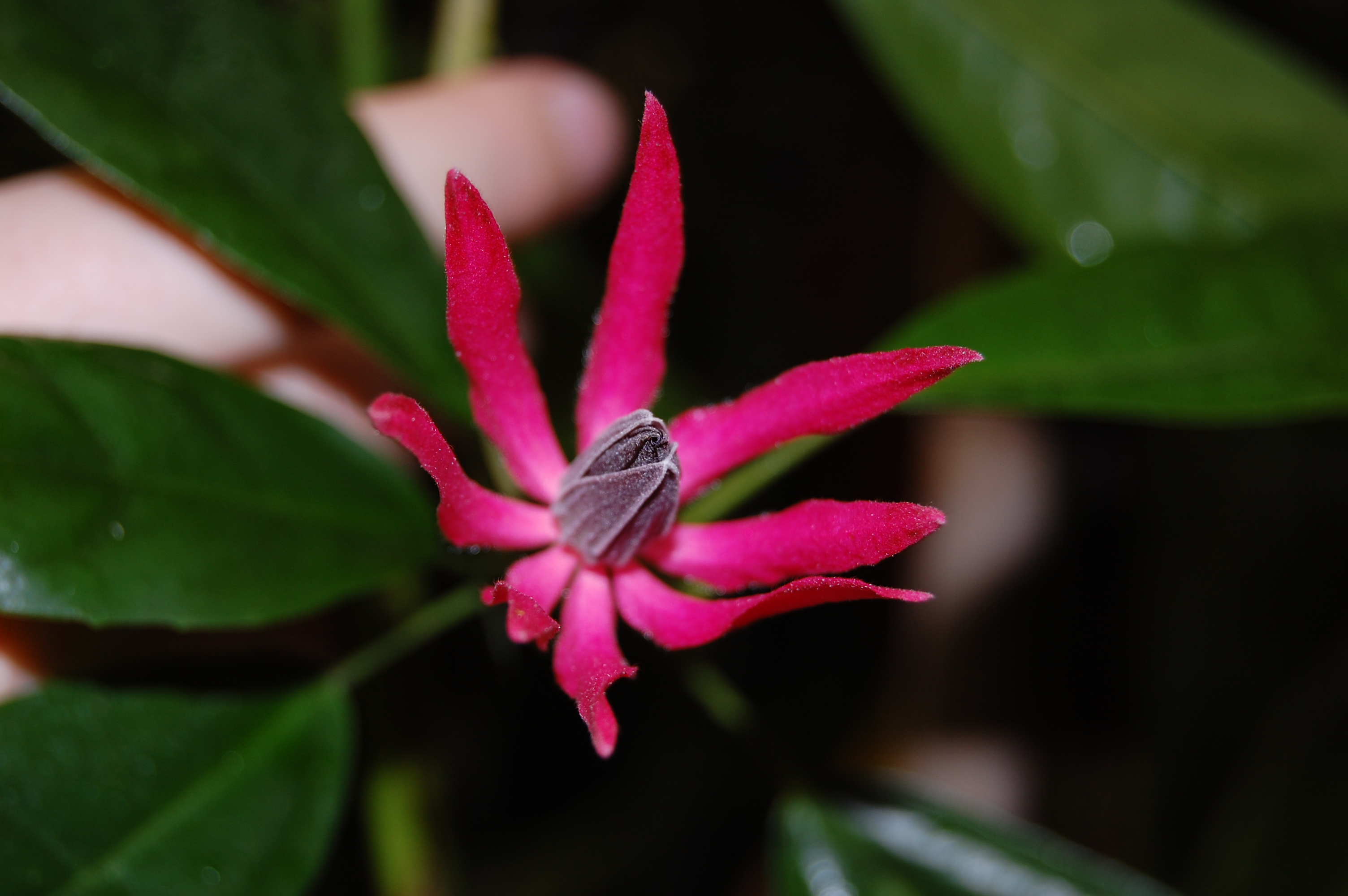
Pavonia intermedia
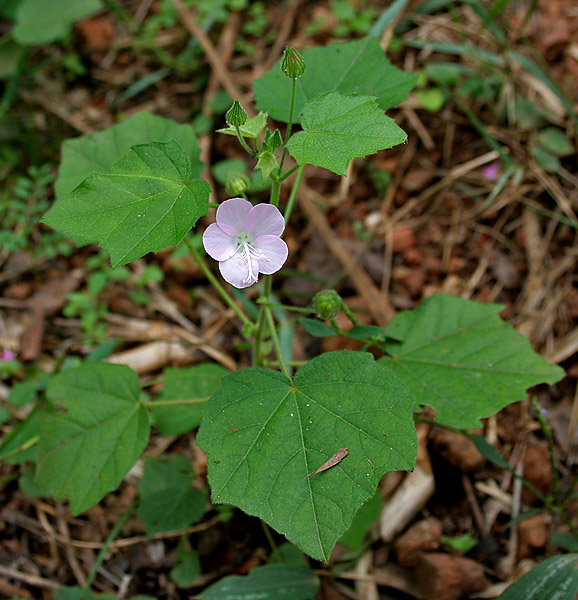
Pavonia odorata
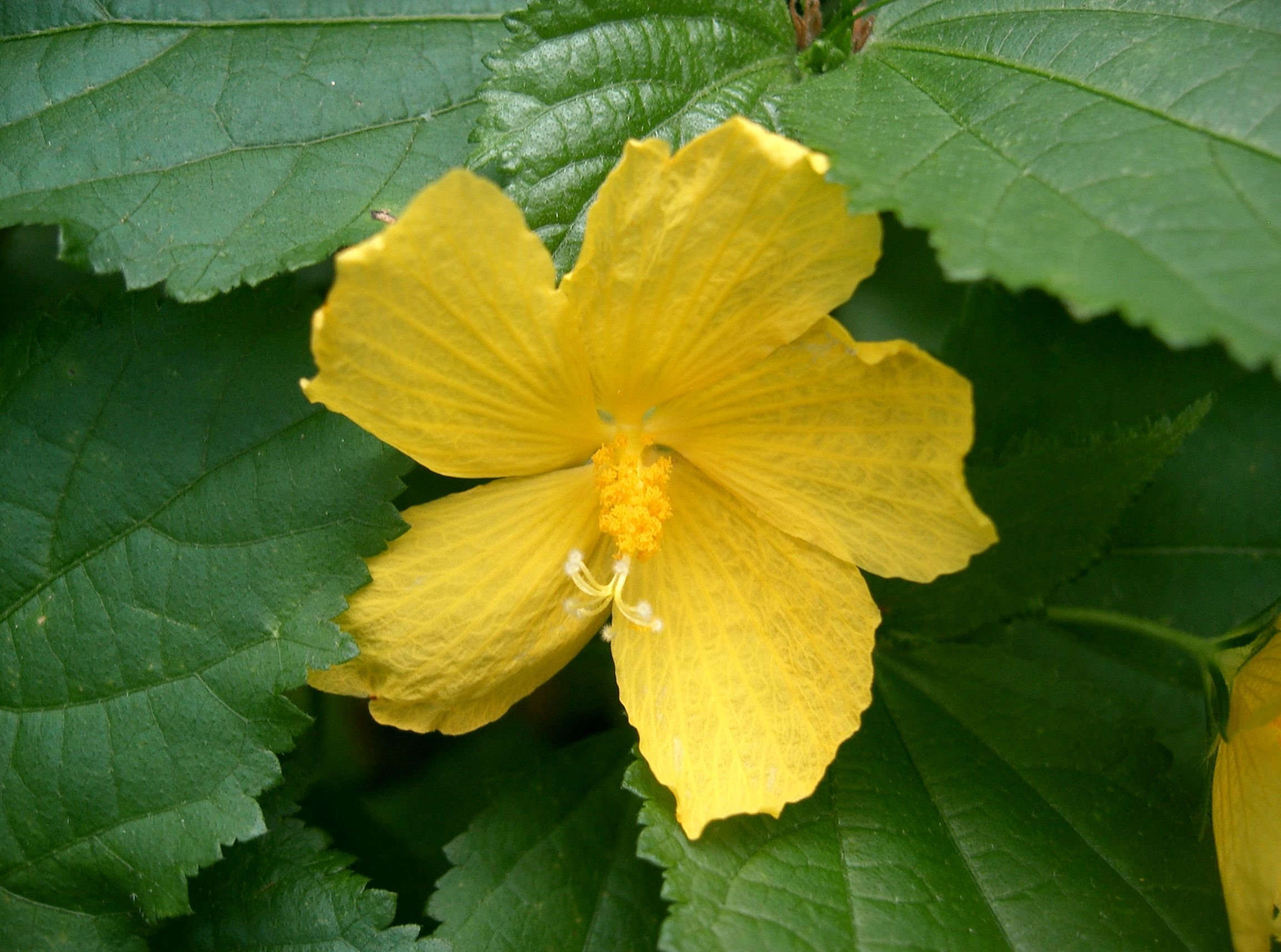
Pavonia spinifex
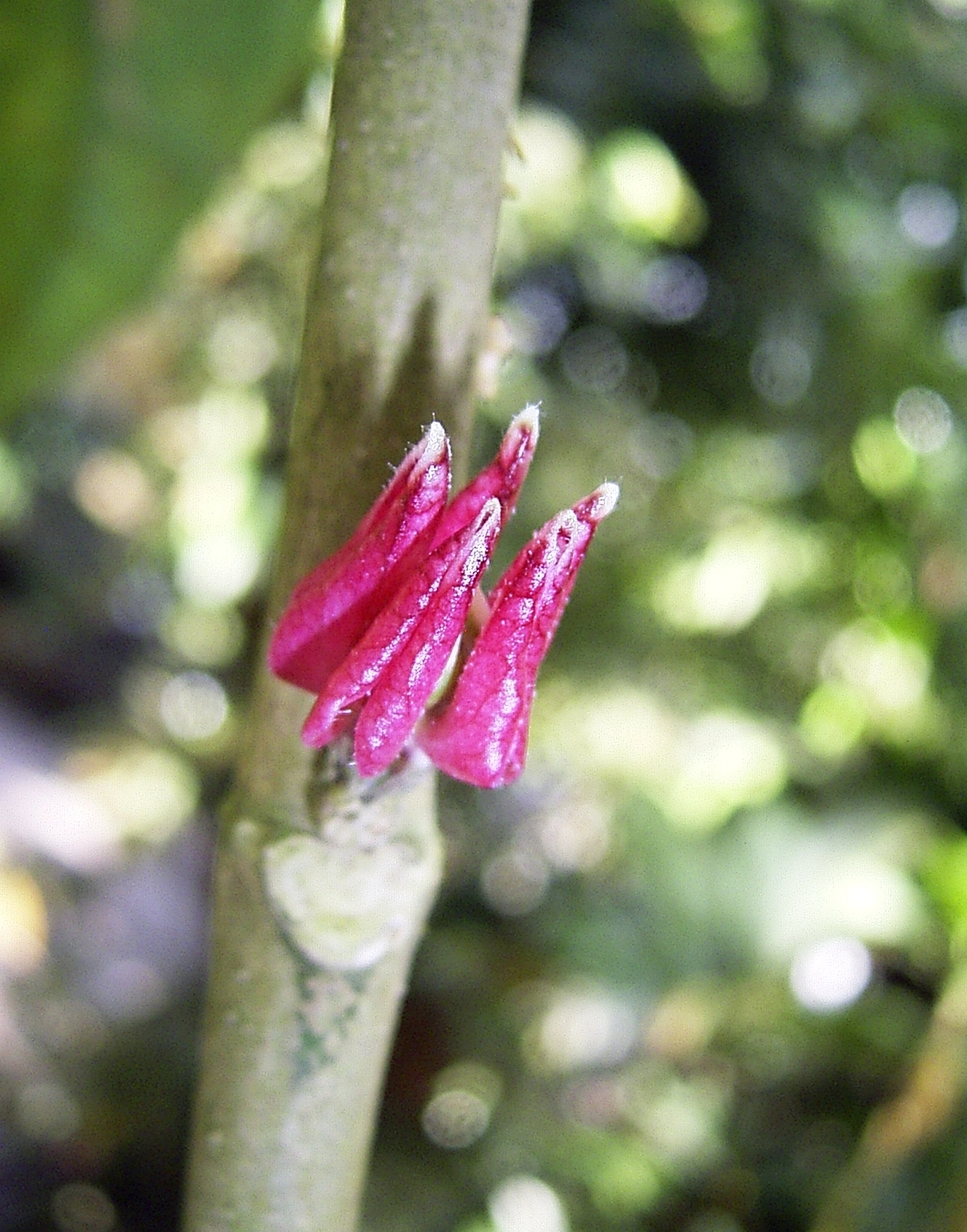
Pavonia strictiflora
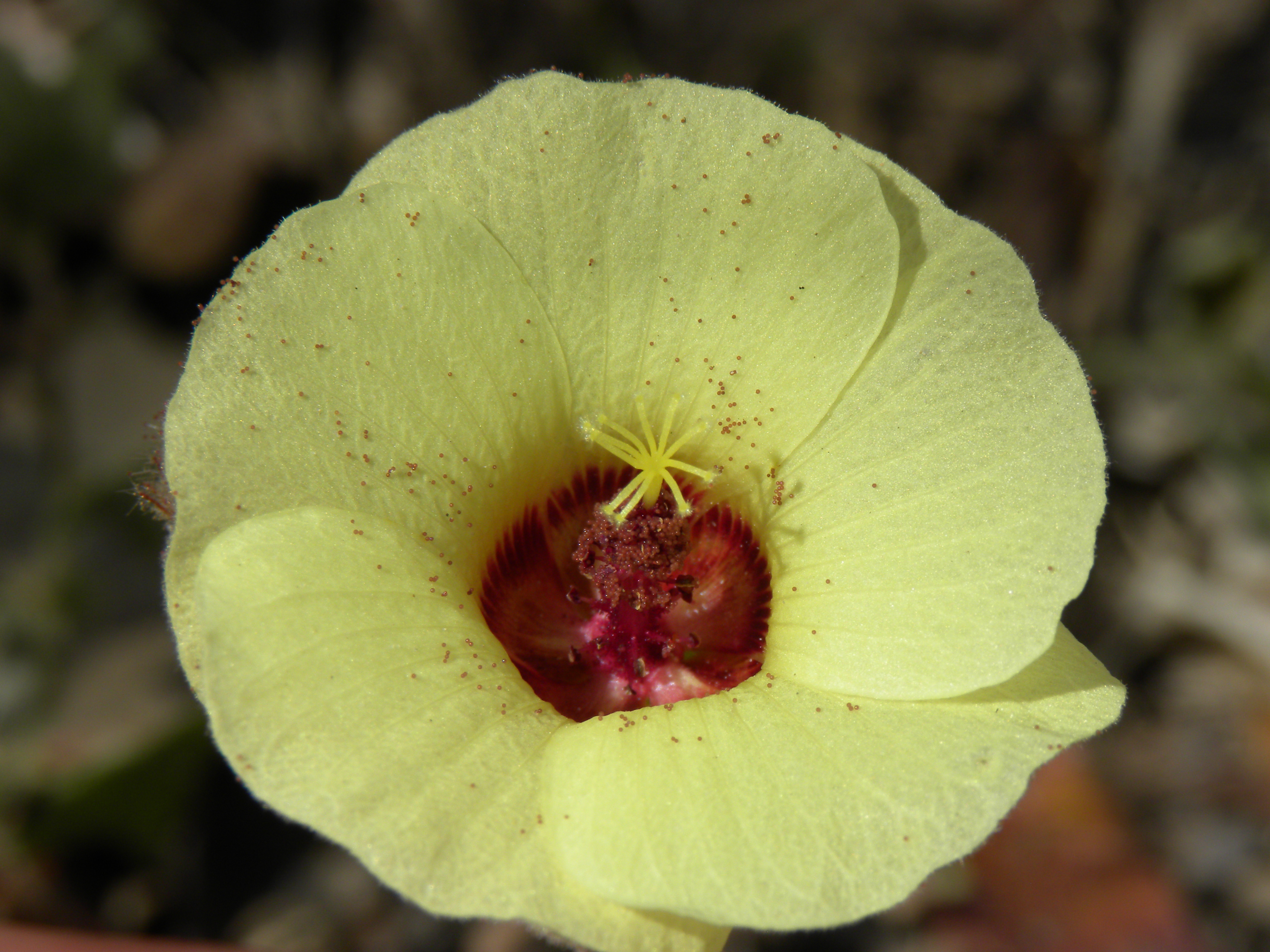
Pavonia cancellata

1. ↑  «Pavonia — World Flora Online». www.worldfloraonline.org. Consultado em 19 de agosto de 2020